# 그림 노츠
그림 노츠(일본어: グリムノーツ, Grimms Notes)는 Genki가 개발하고 스퀘어 에닉스가 배급한 온라인 부분 유료화 롤플레잉 게임이다. 2016년 1월 21일에 안드로이드 (운영체제), iOS 기기용으로 일본에서 출시되었다. 이 게임은 2018년 3월 2일에 대한민국, 중국, 북아메리카, 유럽에서 한국의 배급사 플레로 게임스에 의해 출시되었다. 브레인즈 베이스의 일본의 애니메이션 텔레비전 시리즈 각색판이 2019년 1월 10일부터 3월 28일까지 방영되었다. 애니메이션 시리즈는 센타이 필름웍스에 의해 북아메리카에서 라이선스되었다.